# Port lotniczy Rurrenabaque
Port lotniczy Rurrenabaque – port lotniczy zlokalizowany w boliwijskim mieście Rurrenabaque.